# Liste des méchants de Disney

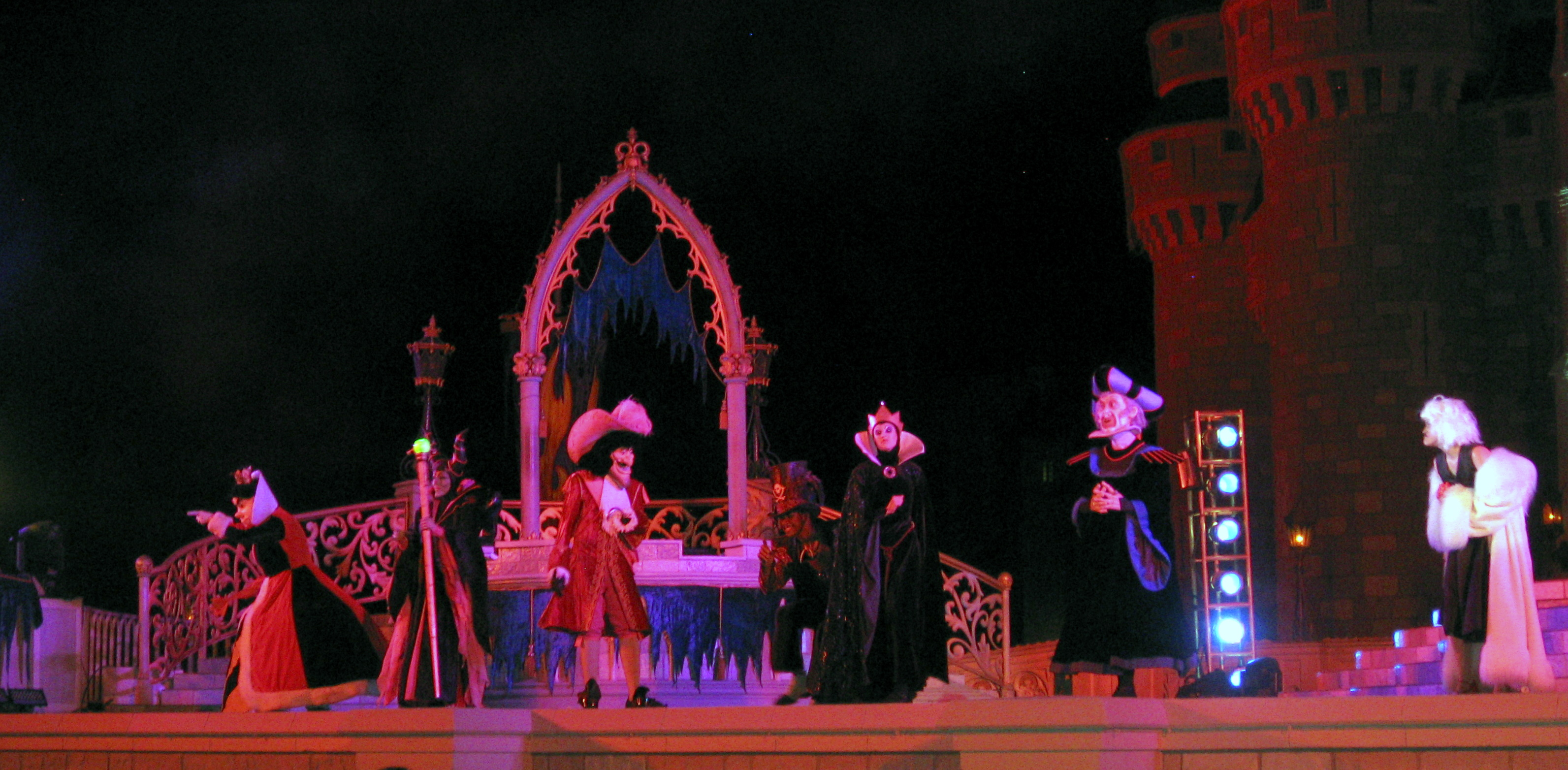
Reine de cœur, Maléfique, Capitaine Crochet, Cruella.

Partant du principe formulé par Hitchcock que « plus réussi est le méchant, plus réussi sera le film », les studios Disney ont toujours apporté un grand soin à la conception des « méchants » peuplant leurs films et leurs bandes dessinées. Dès le premier court-métrage de Mickey Mouse en 1928, Steamboat Willie, Walt Disney a placé sur la route de ses héros des « affreux » en tous genres, du plus ridicule au plus dangereux, dont le seul but est de leur rendre la vie infernale. Qu'ils finissent psychotiques ou atomisés, ils sont parfois bien plus marquants et populaires dans l'esprit des fans que les principaux protagonistes. La liste ci-dessous regroupe les plus connus (dont quelques « repentis ») mais aussi d'autres qui le sont moins.
Le 12 décembre 2013, Disney Channel annonce Descendants, un téléfilm centré sur les descendants des méchants de Disney.

## Courts métragesetbandes dessinées

### Univers de Mickey Mouse
- Pat Hibulaire et Lafouine
- Maître Chicaneau
- Le Fantôme noir
- Le Bigleux
- Michel Souris
- Oscar Rapace
- Ratino (Mortimer Mouse)
- Les Revenants solitaires
- Professeur Ixe, Professeur Doublixe, Professeur Triplixe
- Laurent Outang
- Tom Pouce et Mâchefer
- Kat Nipp
- Hazel la sorcière (aussi appelée « Carabosse »)
- Butch le bouledogue (ennemi de Pluto)

### Univers de Donald Duck
- Les Rapetou
- Lagrogne
- Crésus Flairsou
- Miss Tick
- Archibald Gripsou
- Lardo
- Soapy Slick
- Arpène Lucien, alias le Chevalier noir
- Oscar Rapace
- Les Revenants solitaires
- Professeur Atomos
- Hazel la sorcière
- Butch le bouledogue

### Autres univers
Cette section regroupe les méchants des autres univers de Disney dont la série des Silly Symphonies.
- Le Grand Méchant Loup alias Grand Loup et ses trois louveteaux. Première apparition dans Les Trois petits cochons (1933).
- Les squelettes de La Danse macabre (1929)
- Satan, le Faucheur d'âmes, Cerbère dans Les Cloches de l'Enfer (1929)
- La Souche dans Des Arbres et des Fleurs (1932)
- Donald Duck et Peter Pig (repentis) dans Une petite poule avisée (1934)
- Le Requin dans Histoire de pingouins (1934)
- Hadès dans La Déesse du Printemps (1934)
- Max Hare, rival de Toby Tortoise. Première apparition dans Le Lièvre et la Tortue (1935)
- Matou Chat dans Les 3 Souris Mousquetaires (1936)
- Nazis, Japonais et fascistes italiens dans des nombreux courts métrages de propagande réalisés entre 1941 et 1944 (censuré)
- Basile et Boniface, alias Frère Renard et Frère Ours (personnages du long-métrage Mélodie du Sud)

## Séries télévisées
- Les Wuzzles (1985) : King Crocasaurus, Brat, Flizard
- Les Gummies (1985-1991) : Duke Sigmund Igthorn, Lady Bane
- La Bande à Picsou (1987-1990) : Les Rapetou, Ma Rapetou, Archibald Gripsou, Miss Tick, Poe, El Capitán, Pat Hibulaire, le Fantôme noir, Dijon
- Les Nouvelles Aventures de Winnie l'ourson (1988-91) : Stan Woozle, l'Éfélant, Crud
- Tic et Tac, les rangers du risque (1989-1990) : Fat Cat, Professur Norton Nimnul, Aldren Klordane, Sewernosel
- Super Baloo (1990-1992) : Don Karnage, Colonel Spigot, Trader Moe
- Myster Mask (1991-1993) : Toros Bulba, Le F.O.W.L. (Forfaiture Obscure double Véreuse de Larcin), Bec d'Acier (Steelbeak), Amonia Citron-Vert (Ammonia Pine), Les Cinq Mercenaires (The Fearsome Five), Sinister Mask (NegaDuck), Megavolt, Dugenou (Bushroot), Liquidator, Tête-de-Marteau (Hammerhead), Poker-Naze (Quackerjack)), Hoof et Mouth, Dr Anna Matronic
- La Petite Sirène (1992-1994) : Ursula, Flotsam et Jetsam, The Sharkanians, The Lobster Mobster, Da' Shrimp, The Evil Manta, The Sorceress, Glowfish, Flo Gator, Ebb Gator, The Octopins
- Bonkers (1993-1995) : The Collector, Flaps l'éléphant, Al Vermin
- Aladdin (1994-1996) : Mozenrath, Xerxes l'anguille, Nefir, Abis Mal, Haroud Hazi Bin, Mirage, Mechanicles, Arbutus, Melchior
- Gargoyles, les anges de la nuit (1994-1997) : Demona, David Xanatos
- Timon et Pumbaa (1995-1998) : Quint, Petit Jimmy
- Couacs en vrac (1996-1997) : Moltoc, La Pince, Arsène Lapin, le prince Gailuron
- Le Livre de la jungle, souvenirs d'enfance (Jungle Cubs) (1996-1998) : Cecil et Arthur les vautours, les Chiens rouges, les Babouins (Rahma, Ned, Fred et Jed)
- Les 101 Dalmatiens, la série (1997-1998) : Cruella d'Enfer, Horace et Jasper
- La Cour de récré (1997-2001) : Miss Finster, Randall Weems, Earwin Lawson, les Ashleys, Gelman, Kurst the Worst, Conrad Mundy, Greg Skeens, Sue Bob Murphy, Lazy Kid, SAL 3000, Dr Slicer, Earl Raymond, James Stone
- Les Aventures de Buzz l'Éclair : L'empereur Zurg, Warp noir dessein, Torque, Gravitina, XL, NOS-4-A2, Klerm, le méchant Buzz, Le Voleur d'aspect, La Patrouille Z, Les Cervopodes, Les Frelons, Shiv Katall
- Disney's tous en boîte (2001-2003) : Pat Hibulaire, Mortimer Mouse, le Fantôme noir
- La légende de Tarzan (2001-2003) : Tublat, la reine La, les hommes-léopards (repentis), Nuru et Sheeta, Mabaya, le colonel Staquait, Niels et Merkus, Samuel T. Philander, McTeague, Comte Rokoff, Muviro, Lady Waltham (repentie), Zutho
- Teamo Supremo (2002-2003) : Baron Blitz, Technor, Chopper Daddy & Scooter Lad, The Birthday Bandit, Mme Snake, Mr. Large, Dehydro, The Gauntlet, Helius Inflato, Laser Pirate, Mr. Vague, Electronica, Dr Minutia, Big Skull
- Kim Possible (2002-2007) : Dr Drakken, Shego, Killer Bebes, Motor Ed, Señor Senior Sr. et Señor Senior Jr., Monkey Fist, Duff Killigan, DNAmy, Professeur Dementor, Camille Leon, Gill
- Lilo et Stitch, la série (2003-2006) : Dr Hamsterviel, Gantu, Expérience 627, Mertle Edmonds
- Dave le barbare (2004-2005) : Dark Lord, Chuckles the Silly Piggy, Quozmir, la princesse Irmoplotz et la reine Zonthara, Ned Frischman, Mecha-Dave, Malsquando
- Phénomène Raven (2003-2007) : Stanley, Alana Rivera, Loca, Muffy, Bianca, Mr. Briggs, Nicki Peterson, Serena Valentine, "Le Pressoir", Tiffany, Victoria Kayne
- Brandy et M. Moustache (2004-2006) : Gaspar Le Gecko
- W.I.T.C.H. (2004-2006) : Prince Phobos, Lord Cedric, Nerissa
- American Dragon: Jake Long (2005-2007) : Le Chasseur, Dark Dragon, Eli Pandarus, Huntsboys #88 et 89, The Huntsclan
- Le Monde de Maggie (2005-2006) : Dawn Swatworthy, Lacey Ladybug, Raton laveur
- La Vie de palace de Zack et Cody (2005-2008) : London Tipton, Mario Moseby (ennemi de Zack et Cody Martin), Ilsa Schiklgurbermeiger, Irv Wheldon (ennemi d'Arwin Hochauser), Holly O'Neil, Drew, Dana Wohl, CALLIE (robot inventé par Awin Hochauser), Serge le Concierge, Maynard Kay, Sergei, Spencer Moseby, The Meanager, Theo Cavenaugh, Vance, Wilfred Tipton, Antonio
- Les petits Einstein (2005-2010) : Le grand avion à réaction (repenti), Le méchant chevalier (repenti), La sorcière, Le requin (repenti), Le Géant forté, Le grand méchant loup (repenti), Le dragon, L'araignée, Les chauves-souris, Les méchantes grosses voitures (probablement repenties), Le sorcier (probablement repenti), Le roi souris et son armée, La méchante reine (repentie)
- Kuzco, un empereur à l'école (2006-2008) : Yzma
- Hannah Montana (2006-2011) : Jake Ryan, Mikayla, Traci Van Horn, Amber Addison, Joanie Palumbo, Luann Stewart, Ashley Dewitt, Henrietta Laverne, Barney Bittman, Candace Montana, Chad the Chomper, Albert Dontzig, Lucas (ex-petit ami de Lily Truscott), Margo, Mrs. Kunkle, Oscar (chien de M. Dontzig, Pancake Buffalo
- Cory est dans la place (2007-2008) : Jason Stickler
- Phinéas et Ferb (2007-2015) : Candice (ennemie de Phinéas et Ferb), Heinz Doofenshmirtz (ennemi de Perry), Suzy Johnson (ennemie de Candice)
- Les Sorciers de Waverly Place (2007-2012) : Ronald Longcape Sr., Ronald Longcape Jr., Gigi, Stévie, Dr Diablotine, le vendeur de dragons, Gorog, les anges noirs, Mégane Russo, les sorciers des montagnes
- La Vie de croisière de Zack et Cody (2008-2011) : Marco Findini, Ashton, Mamie Slit, Callie, Sacha, Wilfred Tipton, James Moriarty, Alyssa, Corey Skully, Becky, Le Capitaine Antérieur, Les Voleurs français
- Cars Toon (2010-2014) : DJ (repenti), Spoiler, Boost, Chuy et les autres bulldozers, Big D, Le Dr Frankenwagon et son monstre, Kabuto, Les Ninjas Kabuto (repentis)
- Paire de rois (2010-2013) : Lanny
- Bonne chance Charlie (2010-2014) : Estelle Dabney, Hugo, Jo, Madison
- Section Genius (2011-2014) : Susan Skidmore, Lexi (repentie), Mr. Hashimoto
- Jessie (2011-2015) : Mrs. Rhoda Chesterfield (repentie), Franny la Frappadingue, J.J. Mayfield, Trevor, Derk, Agatha, Angela, Jasmine Epstein, Vincent Liotta, Timmy Finkleberg, Shelby, Bryn Breitbart, Gale Gustavo, Dale Davenport, Amanda Falkenberg, Darla Shannon, Wendy McMillan (repentie), Mackenzie (repentie), Abbey, Madeline
- Violetta (2012-2015) : Ludmila, Nata (repentie), Gregorio (repenti), Jade (repentie), Matías (probablement repenti), Diego (repenti), Esmeralda, Milton, Priscila
- Les Bio-Teens (2012-2016) : Marcus, Douglas Davenport (repenti), Victor Crane, S-1, Agent Graham, L'armée bionic (repentis)
- Souvenirs de Gravity Falls (2012-2016) : Bill Crypto, Gidéon Gleefull (repenti), Blendin Blandin (repenti), Pacifica Northwest (repentie)
- Wander (2013-2016) : le général Sans-cœur et son armée
- Liv et Maddie (2013-2017) : Artie Smalls, Miller White, Kylie Kramer, Todd Stetson, Jenny Keene, Skeeter Parham
- Star Wars Rebels (2014-2018) : Empereur Palpatine, Le Grand Inquisiteur, Agent Kallus (repenti), Dark Vador, Grand Moff Tarkin, Le Cinquième Frère, La Septième Sœur, Le Huitième Frère, Grand Amiral Thrawn, Dark Maul
- Alex and Co (2015-2017) : Linda Rossetti, Samantha, Rebecca (repentie), Tom, Barto (repenti), le professeur Strozzi, Victoria Williams, Augusto Ferrari (repenti), Mr. Smith
- Agent K.C. (2015-2018) : Erica King, Richard Martin, Abigail « Abby » Martin, Zane Fuller, Brett Fuller
- Camp Kikiwaka (depuis 2015) : Gladys Swarengen (saisons 1 et 2), Hazel Swarengen (saisons 1 et 2 également), Austin Justin (saison 4), Barb Barca (saison 4), Eric (saison 1 uniquement), Lydia (saisons 1 et 2)
- Soy Luna (2016-2018) : Ambre Smith, Jazmín Carbajal (repentie), Delfina « Delfi » Arismendi (repentie), Sharon Benson, Rey, Maggie (probablement repentie)
- Harley, le cadet de mes soucis (2016-2018) : Bethany Peters, Aidan Peters (repenti), Hannah Pillman, Mr. Pillman
- Frankie et Paige (2016-2019) : Victor
- La Garde du Roi Lion (2016-2019) : Janja, Cheezi, Chungu, Mzingo, Mwoga, Goigoi, Rairai, Dogo, Makuu (repenti), Zira, Nuka, Vitani, Makucha, Mapigano, Nne, Tano, le clan de Janja, les chacals, le clan de Makuu (repentis), le comité de Mzingo, Mpishi, Kenge, Ushari, Shupavu, Njano, Nyeusi, Kiburi, la flotte de Kiburi
- Andi (2017-2019) : Ambre (probablement repentie)
- La Bande à Picsou (depuis 2017) : Les Rapetou, Ma Rapetou, Archibald Gripsou, Lena (repentie), Miss Tick, Mark Beaks, Don Karnage, le Géneral Lunaris, Le F.O.W.L. (Forfaiture Obscure double Véreuse de Larcin), Bradford Buzzard, Le Héron Noir, Bec d'Acier, Crésus Flairsou, Gandra Dee (repentie), Le Fantôme Noir
- Raven (depuis 2017-2023) : Paisley, N'Charmony, Donna Carbona, Leonard Stevenson, Mitch Moseley, Principale Alana Rivera, Principale Wentworth
- The Mandalorian (depuis 2019) : Moff Gideon
- WandaVision (2021) : Agatha Harkness
- Falcon et le Soldat de l'hiver (depuis 2021) : Flag-Smasher, Helmut Zemo (repenti), U.S. Agent
- Monstres et Cie : Au travail (depuis 2021) : Henry James Waternoose (apparu dans un flash-back), Duncan P. Anderson (repenti), Johnny Worthington III, Randall "Léon" Bogue, Chet Alexander (repenti), Declan, Joy, Karloff le Hurleur, les employés de Fear Co.
- Star Wars: The Bad Batch (depuis 2021) : Wilhuff Tarkin
- Loki (depuis 2021) : Loki
- Cars : Sur la route (2022-2023) : Randy, Wraith Rod, Le Tyranamissiasaurus Rex, Le Spinocrankshaftorex, Clutch Humboldt, Margaret Motorray et Griswold

## Longs métrages

### «Classiques d'animation» Disney
- Blanche-Neige et les Sept Nains (1937) : la Reine-Sorcière, le Miroir Magique, le Chasseur (repenti)
- Pinocchio (1940) : Grand Coquin et Gédéon, Stromboli, le Cocher et ses séides, Monstro
- Fantasia (1940) : le Tyrannosaure (Le Sacre du printemps), Zeus (La Symphonie Pastorale), Vulcan (La Symphonie Pastorale), Ben Ali Gator (Danse des Heures), Chernabog (Une nuit sur le mont chauve)
- Dumbo (1941) : Monsieur Loyal, les éléphantes du cirque, Skinny et les autres enfants, les clowns, les éléphants roses
- Bambi (1942) : Le Braconnier (invisible), Ronno, les chiens
- Saludos Amigos (1943) : L'Aconcagua
- La Boîte à musique (1946) : le Loup (Pierre et le Loup), le professeur Tetti Tatti, les marins (repentis) (La Baleine qui voulait chanter au Met)
- Coquin de printemps (1947) : Lumpjaw (Bongo), Willie le géant (Mickey et le Haricot magique)
- Mélodie Cocktail (1948) : les vautours, les voleurs de bétail, Bride Abattue (Pecos Bill)
- Le Crapaud et le Maître d'école (1949) : Mr. Winkie, les Fouines (La Mare aux grenouilles), Brom Bones, le Cavalier sans tête (La Légende de la Vallée endormie)
- Cendrillon (1950) : Lady Trémaine, Anastasie et Javotte, Lucifer
- Alice au pays des merveilles (1951) : la Reine de Cœur, le Roi de cœur, les Cartes
- Peter Pan (1953) : le Capitaine Crochet, M. Mouche, les pirates
- La Belle et le Clochard (1955) : Tante Sarah (repentie), les Siamois Si et Am, le Rat, les chiens errants
- La Belle au bois dormant (1959) : Maléfique, Diablo le corbeau, les sbires de Maléfique
- Les 101 Dalmatiens (1961) : Cruella d'Enfer, Horace et Jasper
- Merlin l'Enchanteur (1963) : Mme Mim, le Loup, le brochet, le faucon, Sir Hector (repenti), Kay (repenti)
- Le Livre de la jungle (1967) : Shere Khan, Kaa, le Roi Louie et les singes
- Les Aristochats (1970) : Edgar Balthazar, le laitier
- Robin des Bois (1973) : le Prince Jean, Triste Sire, le Shérif de Nottingham, Pendard et Niquedouille (repentis), le Capitaine de la garde, les gardes
- Les Aventures de Winnie l'ourson (1977) : les Éphélants et les Nouïfes, les abeilles
- Les Aventures de Bernard et Bianca (1977) : Mme Médusa, Snoops (repenti), Brutus et Néron, les chauves-souris
- Rox et Rouky (1981) : Amos Slade (repenti), Chef (repenti), l'Ours, Le Blaireau (repenti)
- Taram et le Chaudron magique (1985) : le Seigneur des ténèbres, Crapaud (repenti), les Gwythaints, Burny le Chien, les Sorcières de Morva
- Basil, détective privé (1986) : le professeur Ratigan, Fidget, Félicia, les Sbires, le Barman, la Serveuse
- Oliver et Compagnie (1988) : Sykes, Roscoe et Desoto, le Gros Louis, Fagin (repenti), Georgette (repentie), les chiens errants
- La Petite Sirène (1989) : Ursula, Flotsam et Jetsam (Pouilleuse et Gueuse au Québec), Glut le requin blanc, le Chef Louis (ennemi de Sébastien),
- Bernard et Bianca au pays des kangourous (1990) : Percival C. McLeach, Joanna l'iguane, le Serpent (repenti), le Razorback (repenti), les crocodiles
- La Belle et la Bête (1991) : Gaston, LeFou, les copains de Gaston, M. d'Arque, les loups
- Aladdin (1992) : Jafar, Iago, Gazeem, Razoul et les gardes, le prince Achmed
- Le Roi lion (1994) : Scar, Shenzi, Banzaï et Ed, les Hyènes
- Pocahontas : Une légende indienne (1995) : le Gouverneur Ratcliffe, Percy (repenti), les colons (repentis)
- Le Bossu de Notre-Dame (1996) : Claude Frollo, le cheval de Frollo, les Gardes
- Hercule (1997) : Hadès, Peine et Panique, Cerbère (repenti), les Titans (Lythos, Hydros, Pyros et Stratos), le Cyclope, Nessus, l'Hydre de Lerne, les Moires (Lachésis, Clotho et Atropos)
- Mulan (1998) : Shan Yu, Hayabusa le faucon, les Huns, Chi-Fu
- Tarzan (1999) : Clayton, les Marins, Sabor
- Fantasia 2000 (2000) : les Triangles noirs (Symphonie n°5), Jack-in-the-Box, les Rats des égouts (Le Petit Soldat de plomb), les Flamants roses (Le Carnaval des Animaux), L'Oiseau de feu
- Dinosaure (2000) : Carnotaurus, Velociraptors, Kron l'Iguanodon, Bruton (repenti)
- Kuzco, l'empereur mégalo (2001) : Yzma, Kronk (repenti), les Jaguars
- Atlantide, l'empire perdu (2001) : le léviathan, le capitaine Lyle Tiberius Rourke, Helga Sinclair, les soldats de Rourke
- Lilo et Stitch (2002) : Gantu, Jumba Jookiba (repenti), Mertle Edmonds
- La Planète au trésor, un nouvel univers (2002) : John Silver (repenti), Scroop, les Pirates (repentis)
- Frère des ours (2003) : Denahi (repenti)
- La ferme se rebelle (2004) : Alameda Slim, les Frères Trouillards, Rico, M. Wesley, Junior (repenti)
- Chicken Little (2005) : Foxy Loxy, Goosey Loosey, les Aliens (repentis)
- La Famille Robinson (2007) : DOR-15 alias « Doris », l'Homme au chapeau melon (repenti)
- Volt, star malgré lui (2008) : Le Docteur Calico, l'agent de Penny, le chat de Calico
- La Princesse et la Grenouille (2009) : Le Docteur Facilier, les Ombres malfaisantes, les masques et poupées vaudou, Lawrence, les chasseurs, les alligators
- Raiponce (2010) : Mère Gothel, les Stabbington, les gardes (repentis)
- Winnie l'ourson (2011) : Le Poil-Long
- Les Mondes de Ralph (2012) : Turbo/ Sa Sucrerie, Aigre Bill (repenti), Taffyta Crème Brûlée (repentie), les autres pilotes (repentis), les Cy-Bugs, Gene (repenti)
- La Reine des neiges (2013) : la reine Elsa d'Arendelle (repentie), le Prince Hans, le Duc de Weselton et ses gardes du corps, Guimauve (repenti), les loups
- Les Nouveaux Héros (2015) : le professeur Callaghan/ Yokai (probablement repenti), Yama, les micro robots, Alister Krei (repenti)
- Zootopie (2016) : l'adjointe au maire Dawn Bellwether, Gidéon Grey (repenti), Mr. Big (repenti), Doug, les béliers, Duke Weaselton, les ours polaires (repentis)
- Vaiana : La Légende du bout du monde (2016) : Tamatoa, les Kakamoras, Te Kā / Te Fiti (repentie)
- Ralph 2.0 (2019) : Arthur, les clones de Ralph (probablement repentis).
- La Reine des neiges 2 (2019) : Le roi Runeard (apparu dans un flashback), Les géants de pierres (repentis), Le cheval de l'eau (repenti), Bruni (repenti), Gale (repenti)
- Raya et le Dernier Dragon (2021) : Le Druun, Namaari (repentie)
- Encanto : La Fantastique Famille Madrigal (2021) : Abuela Alma (repentie), les Soldats (flash-back)
- Avalonia : L'Étrange Voyage (2022) : Les Faucheurs
- Wish : Asha et la Bonne Étoile (2023) : Le roi Magnifico
- Vaiana 2 (2024) : Nalo (n'apparaît que dans la scène post-générique), les anguilles géantes, le coquillage géant, les Kakamoras (repentis), Matangi (repentie), Tamatoa (n'apparaît que dans la scène post-générique)

### Autres longs-métrages d'animation
- La Bande à Picsou, le film : Le Trésor de la lampe perdue (1990) : Merlock, Dijon, les scorpions
- L'Étrange Noël de Monsieur Jack (1993) : Oogie Boogie, Am Stram et Gram (repentis), Docteur Finklestein
- Le Retour de Jafar (1994) : Jafar, Iago (repenti), Abis Mal, les Criminels
- Dingo et Max (1995) : Pat Hibulaire, Bigfoot, le principal Mazur
- Aladdin et le Roi des voleurs (1996) : Cassim (repenti), Sa'luk, les 40 voleurs
- James et la Pêche géante (1996) : Tante Éponge et Tante Piquette, le rhinocéros, le requin mécanique, les squelettes
- Winnie l'ourson 2 : Le Grand Voyage (1997) : Le Crânosaurus
- La Belle et la Bête 2 : Le Noël enchanté (1997) : Maestro Forte, l' Enchanteresse, Fifre (repenti)
- Pocahontas 2 : Un monde nouveau (1998) : Le Gouverneur Ratcliffe, les bouffons
- Le Roi lion 2 : L'Honneur de la tribu (1998) : Zira, Nuka, Vitani (repentie), les Exilées (repenties)
- Dingo et Max 2 : Les Sportifs de l'extrême (2000) : Bradley Uppercrust III, les Gammas, Tank (repenti)
- Buzz l'Éclair, le film : Le Début des aventures (2000) : Empereur Zurg, Warp Noir / Agent Z
- La Petite Sirène 2 : Retour à l'océan (2000) : Morgana, Mordicus, Raie et Moulade, le requin-marteau
- La Cour de récré : Vive les vacances ! (2001) : Benedict
- La Belle et le Clochard 2 (2001) : Caïd, Reggie le gros chien, le gardien de la fourrière, Si et Am
- Cendrillon 2 : Une vie de princesse (2002) : Pom Pom, Lady Trémaine, Javotte, Anastasie (repentie), Lucifer
- Peter Pan 2 : Retour au Pays Imaginaire (2002) : Le Capitaine Crochet, M. Mouche, les Pirates
- Le Bossu de Notre-Dame 2 : Le Secret de Quasimodo (2002) : Sarousch et les Voleurs
- Mickey, le club des méchants (2002)[3] : Jafar, le Capitaine Crochet, Cruella d'Enfer, Hadès, Ursula, Pat Hibulaire, Shenzi, Banzaï et Ed, le Grand méchant loup, la Reine de cœur, Maléfique, Chernabog, les autres méchants
- Chiens Des Neiges (2002) : Demon (repenti), Jack Tonnerre (repenti)
- Les 101 Dalmatiens 2 : Sur la trace des héros (2003) : Cruella d'Enfer, Horace et Jasper (repentis), Lars (repenti), Courant d'air
- La Cour de récré : Les petits contre-attaquent (2003) : Stinky
- La Cour de récré : Rentrée en classe supérieure (2003) : M. White
- Le Livre de la jungle 2 (2003) : Shere Khan, Kaa
- Les Énigmes de l'Atlantide (2003) : le Kraken, Edgar Volgud, les démons noirs, le monstre de feu, le monstre de glace, Erik Hellstrom.
- Stitch ! le film (2003) : Dr. Hamsterviel, Gantu, Mertle Edmonds
- Kim Possible la Clé du temps (2003) : Dr Drakken, Shego, lord Hugo Rille, Duff Killigan
- Le Roi lion 3 : Hakuna Matata (2004) : Shenzi, Banzaï et Ed, les Hyènes, Scar.
- Mulan 2 : La Mission de l'Empereur (2005) : Mushu (repenti), les Bandits
- Il était une fois Halloween (2005) : La Reine-Sorcière, le chaudron magique, Ursula, Yzma, Cruella d'Enfer, le Capitaine Crochet, les autres méchants
- Kim Possible Mission Cupidon (2005) : Dr Drakken, Shego, Éric
- Tarzan 2 (2005) : Mama Gunda (repentie), Uto et Kago (repentis)
- Kuzco 2 : King Kronk (2005) : Yzma
- The Wild (2006) : Kazar, les gnous (repentis)
- Bambi 2 (2006) : Ronno, le porc-épic (repenti), les chiens
- Frère des ours 2 (2006) : Atka, les ratons laveurs (repentis)
- Leroy et Stitch (2006) : Dr. Hamsterviel, Leroy et ses clones, Gantu (repenti), 625 : ruben (repenti)
- Le Sortilège de Cendrillon (2007) : Lady Trémaine, Javotte, Anastasie (repentie), Lucifer
- Le Secret de la Petite Sirène (2008): Marina del Rey, les pirates, le Roi Triton (repenti)
- La Fée Clochette (2008): Vidia
- Clochette et la Pierre de lune (2009) : Les trolls, les rats
- Clochette et l'Expédition féerique (2010) : M. Moustache, le chat de Lizzie (repentie), Vidia (repentie)
- Phinéas et Ferb, le film (2011) : Docteur Heinz Doofenshmirtz De La 2ème Dimension
- Frankenweenie (2012) : Edgar, Nassor, Toshiaki, M. Moustaches, les autres animaux ressuscités sous forme de monstres
- Planes (2013) : Risplinger, Ned et Zed
- Planes 2 (2014) : Cad Spinner
- Phinéas et Ferb, le film : Candice face à l'univers (2020) : Super Big Doctor

### Productions Pixar
- Toy Story (1995) : Sid Phillips, Scud son chien, M. Patate (repenti)
- 1 001 Pattes (1998) : Le Borgne, les sauterelles, les trois mouches, Plouc (repenti) et Pan-Pan
- Toy Story 2 (1999) : Papi Pépite, Al McWhiggin, Empereur Zurg (repenti), Buzz-Ceinture (repenti)
- Monstres et Cie (2001) : Henry James Waternoose, Randall "Léon" Bogue, Germaine (repentie), Jeffrey "Jeff" Fouine (repenti), les agents de la CDA (repentis)
- Le Monde de Nemo (2003) : Darla Sherman, Philip Sherman, Bruce (repenti), les pêcheurs, les méduses, la baudroie, les mouettes, les crabes, le barracuda
- Les Indestructibles (2004) : Syndrome, les Omnidroïdes, Mirage (repentie), Mr L'Oeuf, les gardes de Syndrome, Folamour, le Démolisseur
- Cars (2006) : Chick Hicks et son staff, Frank, Booster, DJ, Spoiler et Pleint Pot
- Ratatouille (2007) : Chef Skinner, Anton Ego (repenti), Nadar Lessard l'inspecteur de l'hygiène, Mabel la vieille dame
- WALL-E (2008) : Auto, Gopher, les stewards (probablement repentis)
- Là-haut (2009) : Charles F. Muntz, Alpha, Beta (repenti), Gamma (repenti), Delta (repenti), Omega (repenti), les hommes d'affaires
- Toy Story 3 (2010) : Lots-O' Huggin' Bear, Ken (repenti), Big Baby (repenti), Flex (repentie), Vulcain (repenti), Tchac (repenti), Twitch (repenti), le Vermisseau (repenti), le Singe aux cymbales (repenti)
- Cars 2 (2011) : Sir Miles Axelrod, le Professeur Zündapp, Grem et Acer, Victor Hugo, Vladimir Trunkov, J. Curby Gremlin, Tubbas Pacer, Alexander Hugo, Tyler Gremlin, Petey Pacer, Fred Pacer, Ivan le dépanneur, Petrov Trunkov, Tolga Trunkov, Don Crumlin, Jerome Ramped, Stefan Gremsky, Tony Trihull, Karl Haulzemoff, Muggsy Liftsome, Ian Steploadski, Francesco Bernoulli (repenti)
- Rebelle (2012) : Mordu, la sorcière, Maud (repentie)
- Monstres Academy (2013) : Doyenne Abigaile Hardscrabble (repentie), Johnny Worthington III, Randall "Léon" Bogue, Chet Alexander et les rois du Méga-Rore, les humains
- Vice-versa (2015) : Django le clown, les autres cauchemars et les policiers
- Le Voyage d'Arlo (2015) : Coup de tonnerre, Bubbha, les ptérodactyles et Earl
- Le Monde de Dory (2016) : Le Calamar, les vendeurs de la Moroy Baie
- Cars 3 (2017) : Jackson Storm et son staff, Sterling, Miss Fritter (repentie)
- Coco (2017) : Ernesto de la Cruz et ses agents de sécurité, la famille Rivera (repentie)
- Les Indestructibles 2 (2018) : Evelyn Deavor, l'Hypnotiseur, le démolisseur
- Toy Story 4 (2019) : Gabby Gabby (repentie), Benson et les pantins (repentis), Dragon
- En avant (2020) : Le dragon maudit, le gang des Pixies (repenti)
- Soul (2020) : Terry
- Luca (2021) : Ercole Visconti, Ciccio et Guido (repentis)
- Alerte Rouge (2022) : Ming Lee (repentie)
- Buzz l'Éclair (2022) : Empereur Zurg, les Zyclops, le Zyclop 06
- Vice-versa 2 (2024) : Anxiété (repentie)

### Longs métrages en prises de vues réelles avec séquences d'animation
- Mélodie du Sud (1946) : Frère Renard et Frère Ours (exploités en bandes dessinées sous les noms de Basile et Boniface), Joe et Jake, le taureau
- Mary Poppins (1964) : M. Dawes Sr., M. Dawes Jr. (repenti), Georges Banks (repenti)
- L'Apprentie sorcière (1971) : Les Nazis, le Libraire, M. Swinburn, le roi Léonidas, l'Oiseau Secrétaire, le crocodile, la hyène
- Peter et Elliott le dragon (1977) : Docteur Terminus et Hoagie, la famille Gogan (Lena, Merle, Willie et Grover), Miss Taylor (repentie), les pêcheurs (repentis)
- Qui veut la peau de Roger Rabbit (1988) : Juge DeMort, les fouines (Smart Ass, Wheezy, Greasy, Stupid et Psycho)
- Les Aventures de Huckleberry Finn (1993) : le duc, le roi, les villageois, le père de Huck
- Tom et Huck (1995) : Joe l'Indien
- Dinosaure (2000) : Carnotaurus, Velociraptors, Kron l'Iguanodon, Bruton (repenti)
- Geppetto (2000) : Stromboli, l'animateur de foire et son staff, les dompteurs d'âne, la baleine
- Graine de héros (2000) : Malcolm
- L'École fantastique (Sky High, 2003) : Gwen Grayson, Stitches, Penny, Elasto, Speed, Warren Peace(repenti)
- Le Manoir hanté et les 999 Fantômes (2004) : Ramsley, les zombies
- Il était une fois (2007) : La reine Narissa, Nathanaël (repenti), le troll (repenti), le vieux clochard
- Mission-G (2009) : Speckles(repenti), Léonard Saber (repenti), les agents du FBI
- La Montagne ensorcelée (2009) : Henry Burke, le siphon

### Longs métrages uniquement en prises de vues réelles
- Un amour de coccinelle (1969) : Peter Thorndyke
- Un nouvel amour de coccinelle (1974) : Alonzo Hawk
- La Montagne ensorcelée (1975) : Aristotle Bolt, Lucas Deranian, Sheriff Purdey, les chasseurs
- La Coccinelle à Monte-Carlo (1977) : Inspecteur Bouchet
- Les Visiteurs d'un autre monde (1978) : Dr. Victor Gannon, Letha Wedge, Sickle
- Popeye (1980) : Brutus
- Tron (1982) : MCP, Sark, Ed Dilinger
- Oz, un monde extraordinaire (1985) : La princesse Momby, Dr. Worley, l'infirmière Wilson, le roi de Nome, les sbires
- Benji la malice (1987) : le chasseur, le loup, les aigles, le grizzli, un autre chasseur
- Chérie, j'ai rétréci les gosses (1989) : Les Scorpions
- Croc Blanc (1991) : Beauty Smith, Castor Gris (repenti), les malfaiteurs
- Noël chez les Muppets (1992) : Ebenezer Scrooge, le fantôme du noël passé, le fantôme du noël présent et le fantôme du noël futur
- Hocus Pocus (1993) : Les Sœurs Sanderson (Winifred « Winnie », Sarah et Mary), Billy (repenti), Ernie « Ice », Jay
- Les Trois Mousquetaires (1993) : Cardinal de Richelieu
- Le Livre de la jungle (1994) : Shere Khan (repenti), le Roi Louie et les singes (repentis), Kaa, le capitaine William Boone, le lieutenant John Wilkins, le sergent Harley, Tabaqui, Bueldo
- Super Noël (1995) : Laura et Dr.Neil Miller (repentis)
- Les 101 Dalmatiens (1996) : Cruella d'Enfer, Jasper et Horace, Skinner
- L'Île au trésor des Muppets (1996) : Long John Silver, les pirates
- Georges de la jungle (1997) : Lyle Van de Groot, Max et Thor, les mercenaires allemands, Béatrice Stanhope
- Flubber (1997) : Chester Hoenicker, Smith, Wesson
- À nous quatre (1998) : Meredith Blake
- Mon ami Joe (1999) : Andrei Strasser, Garth-Strasser (repenti)
- Inspecteur Gadget (1999) : Les malfaiteurs, Sanford Scolex
- 102 Dalmatiens (2000) : Cruella d'Enfer, Alonzo (repenti), Jean-Pierre Le Pelt
- Cadet Kelly (2002) : Capitaine Jennifer Stone (repentie)
- Pirates des Caraïbes : La Malédiction du Black Pearl (2003) : Hector Barbossa, Pintel et Ragetti, l'équipage du Black Pearl
- Lizzie McGuire, le film (2003) : Paolo Valisari, Kate Sanders (repentie), Miss Ungermeyer (repentie), Matt McGuire, Melina Bianco, Mr. Escobar
- Eloïse fête Noël (2003) : James States « Brooks », Prunella Stickler, Mrs. Thornton (repentie)
- Ice Princess (2005) : Tina Harwood (repentie)
- Le Monde de Narnia : Le Lion, la Sorcière blanche et l'Armoire magique (2005) : La Sorcière blanche, Ginarrbrim, Maugrim, les loups, l'armée de la Sorcière Blanche
- Pirates des Caraïbes : Le Secret du coffre maudit (2006) : Davy Jones, le Kraken, équipage du Hollandais volant, Lord Cutler Beckett
- Pirates des Caraïbes : Jusqu'au bout du monde (2007) : Lord Cutler Beckett, Davy Jones, James Norrington (repenti), équipage du Hollandais volant, Compagnie anglaise des Indes Orientales
- Le Monde de Narnia : Le Prince Caspian (2008) : Miraz, Prunaprismia (repentie), Glozelle (repenti), Sopespian, Donnon, les gardes, le nain Nikabrik, le Loup-Garou, Bulgy Bear
- Hannah Montana, le film (2009) : Lucinda, Oswald Granger (repenti)
- Les Sorciers de Waverly Place, le film (2009) : Giselle, Archie (repenti)
- Les Copains dans l'espace (2009) : Dr Finkel
- Alice au Pays des Merveilles (2010) : La Reine Rouge, les cartes (repenties), Stain, le Bandersnatch (repenti), le Jabberwocky
- Tron : L'Héritage (2010) : Clu, Castor/Zuse, Jarvis, Edward Dillinger Jr., le conseil d'anministration d'ENCOM
- Les Copains et la Légende du chien maudit (2011) : Warwick le sorcier, le chien d'Halloween
- Pirates des Caraïbes : La Fontaine de jouvence (2011) : Edward Teach « Barbe Noire »
- Let It Shine (2012) : Lord of Da Bling
- Le retour des Sorciers : Alex vs Alex (2013) : Dominique, le double maléfique d'Alex
- Maléfique (2014) : Stéphane, les gardes, Maléfique (repentie), Diaval (repenti)
- Descendants (2015) : Maléfique, la Méchante Reine, Jafar, Cruella d'Enfer, les autres méchants, Audrey (repentie), Mal (repentie), Evie (repentie), Carlos (repenti), Jay (repenti)
- Star Wars : épisode 7 Le Réveil de la Force (2015) : Kylo Ren, Snoke, les stormtrooper, général Hux, Capitaine Phasma, Finn (repenti)
- Le Livre de la jungle (2016) : Shere Khan, Roi Louie, les Debandar Log, Kaa
- Alice de l'autre côté du miroir (2016) : La Reine Rouge (repentie), Temps (repenti)
- Rogue One: A Star Wars Story (2016) : Dark Vador, Orson Krennic, Grand Moff Tarkin, les Stormtrooper, l'Empire
- La Belle et la Bête (2017) : Gaston, LeFou (repenti), M. d'Arque, les loups
- Descendants 2 (2017) : Uma, Harry Crochet, Gil, les pirates, les autres méchants, Ursula (voix)
- Pirates des Caraïbes : La Vengeance de Salazar (2017) : Salazar et son équipage, Hector Barbossa (repenti), l'équipage du Black Pearl, les requins mort-vivants
- Star Wars, épisode VIII : Les Derniers Jedi (2017) : Kylo Ren, Snoke, les stormtrooper, général Hux, Capitaine Phasma
- Solo: A Star Wars Story (2018) : Les stormtrooper, Enfys Nest (repentie), les pirates (repentis), Dryden Vos, Tobias Beckett, Qi'ra, Dark Maul
- Dumbo : Le Monsieur Loyal
- Aladdin : Jafar, Iago (repenti)
- Le Roi lion : Scar, les hyènes
- Descendants 3 (2019) : Audrey (repentie), Hadès (repenti), Uma (repentie), Harry Crochet (repenti), Gil (repenti)
- Maléfique : Le Pouvoir du mal : La reine Ingrith, Gerda, Nabot (repenti), Percival (repenti), les soldats (repentis)
- Star Wars, épisode IX : L'Ascension de Skywalker (2019) : Palpatine, Général Pryde, le Premier Ordre, Général Hux (repenti), Kylo Ren (repenti)
- Magic Camp (2020) : Vic (repenti)
- Mufasa : Le Roi lion (2024) : Kiros, les Éxilés, Akua, Amara, Inaki (repenti), Azibo, Shaju, Scar
- Blanche Neige  (2025)  : La Reine  sorcière, Le miroir  magique  (repenti), Le Chasseur (repenti),Les Gardes (repentis)
- Lilo et Stitch (2025): Jumba Jookiba, Mertle Edmonds

### Univers cinématographique Marvel
- Iron Man (2008) : Obadiah Stane/Iron Monger, Les Dix Anneaux, William Ginter Riva
- L'incroyable Hulk (2008) : Emil Blonsky/L'Abomination, Général Thaddeus Ross, Samuel Stern
- Iron Man 2 (2010) : Ivan Vanko/Whiplash, Justin Hammer, les drones de Hammer, les Dix Anneaux
- Thor (2011) : Loki, le Destroyer, Laufey, les Géants de Glace
- Captain America: First Avenger (2011) : Johann Schmidt/Crâne Rouge, Dr. Arnim Zola, les agents HYDRA
- Avengers (2012) : Loki, Les Chitauris , L'Autre
- Iron Man 3 (2013) : Dr. Aldrich Killian/Mandarin, Éric Savin, Ellen Brandt, Trevor Slattery/"Faux" Mandarin, les agents Extremis
- Thor : Le Monde des ténèbres (2013) : Malekith, Kurse, les Elfes Noirs, Loki
- Les Gardiens de la Galaxie (2014) : Ronan l'accusateur, Nébula, Korath, les Sakaraans, Thanos
- Captain America : Le Soldat de l'hiver (2014) : Alexander Pierce, James Buchanan Barnes/Le Soldat de l'hiver (repenti), Brock Rumlow, Jasper Sitwell, Arnim Zola, les agents HYDRA, George Batroc
- Avengers : L'Ère d'Ultron (2015) : Ultron, Wanda Maximoff (repentie), Pietro Maximoff (repenti), Ulysses Klaue, Baron Strucker, les agents HYDRA
- Ant-Man (2015) : Darren Cross/Yellowjacket
- Captain America: Civil War (2016) : Helmut Zemo, Thaddeus "Thunderbolt" Ross, Brock Rumlow/Crossbones
- Doctor Strange (2016) : Kaecilius, Dormammu, les Zealots
- Les Gardiens de la Galaxie Vol. 2 (2017) : Égo la planète vivante, La Prêtresse Ayesha, les Souverains, Taserface, les Ravager, L'Abilisk, Nébula (repentie)
- Spider-Man: Homecoming (2017) : Adrian Toomes/Vulture, Herman Schultz/Shocker, Phinéas Mason/Tinkerer, Jackson Brice/Shocker, Mac Gargan
- Thor: Ragnarok (2017) : Hela, Grandmaster, Skurge l'Éxécuteur (repenti), Fenris, les Bersekers, Surtur
- Black Panther (2018) : Erik "Killmonger" Stevens, Ulysses Klaue, W'Kabi, M'Baku (repenti)
- Avengers: Infinity War (2018) : Thanos, Ebony Maw, Corvus Glaive, Proxima Midnight, Cull Obsidian, les Outsiders.
- Ant-Man et la Guêpe (2018) : Ava Starr/Ghost; Sonny Burch
- Captain Marvel (2019) : Yon-Rogg, L'intelligence Suprême, Starforce (Minn-Erva, Bron-Char, Att-Lass, Korath), les soldats Kree, Ronan l'accusateur, Talos et les Skrulls (repenti)
- Avengers: Endgame (2019) : Thanos(alternate timeline), Black Order (alternate timeline), Nébula (alternate timeline), les armées Chitauris, Outsiders et Sakaarans (alternate timeline)
- Spider-Man: Far From Home (2019) : Quentin Beck/Mystério, William Ginter Riva, l'équipe de Mysterio, les Elementals.
- Black Widow (2021) : Général Dreykov, Antonia Dreykov/Taskmaster (repentie); les agents de la Red Room.
- Shang-Chi et la Légende des Dix Anneaux (2021) : Xu Wenwu/Le Mandarin (repenti), Razor Fist, Death Dealer, Les Dix Anneaux, Emil Blonsky/L'abomination, Trevor Slattery
- Les Éternels (2021) : Ikaris, Kro, Arishem le Juge, Sprite (repentie)
- Spider-Man: No Way Home (2021) : Norman Osborn/Le Bouffon Vert, Otto Octavius/Docteur Octopus (repenti), Maxwell Dillon/Electro, Curtis Connors/Le Lézard, Flint Marko/L'homme-Sable, J. Jonah Jameson, Eddie Brock/Venom (scène post-générique).
- Doctor Strange in the Multiverse of Madness (2022) : Wanda Maximoff/Sorcière Rouge (repentie), le Darkhold, Sinister Strange, Karl Mordo, Gargantos
- Thor: Love and Thunder (2022) : Gorr le Massacreur de Dieux, Zeus, Hercule
- Black Panther: Wakanda Forever (2022) : Namor (repenti), Attuma (repenti), les Atlantes (repentis)
- Ant-Man et la Guêpe : Quantumania (2023) : Kang le Conquérant, M.O.D.O.K. (repenti), Krylar
- WandaVision (2021) : Agatha Harkness, Tyler Hayward, les agents du SWORD.
- Falcon et le Soldat de l'hiver (2021) : Karli Morgenthau/Flagsmasher, les Flagsmashers, Sharon Carter/Powerbroker, John Walker (repenti), George Batroc, les hommes du Powerbroker.
- Loki (2021) : Celui qui demeure (variant de Kang); Ravonna Renslayer, Alioth, les agents du TVA, Président Loki.
- What If...? (2021) : Johann Schmidt/Crâne Rouge (principal antagoniste du 1er épisode), Dr. Arnim Zola (antagoniste secondaire du 1er épisode), Taneleer Tivan/Le Collectionneur (principal antagoniste du 2e épisode), L'Ordre Noir (antagonistes secondaires du 2e épisode), Hank Pym/Yellowjacket (principal antagoniste du 3e épisode), Dr. Stephen Strange (principal protagoniste et également principal antagoniste du 4e épisode), Dormammu (antagoniste mineur du 4e épisode), Les Zombies (principaux antagonistes du 5e épisode), Erik "Killmonger" Stevens (principal antagoniste du 6e  épisode), Thaddeus "Thunderbolt" Ross (antagoniste secondaire du 6e épisode), Ultron (Principal Antagoniste de la Saison 1, Antagoniste Dominant du 7ème Épisode, Principal Antagoniste du 8ème Épisode et Principal Antagoniste du 9ème épisode également)
- Hawkeye (2021) : Wilson Fisk/Le Caïd, Eleanor Bishop, Maya Lopez/Echo (repentie), Yelena Belova (repentie), Kazimierz Kazimierczak/Clown, Jack Duquesne/Swordsman, Armand Duquesne III, la Mafia des Survêts.
- Moon Knight (2022) : Arthur Harrow, Ammit, la Secte des Disciples d'Ammit
- Miss Marvel (2022) : Agent Deever, Najma
- She-Hulk : Avocate (2022) : Todd Phelps/HulkKing, Mary McPheeran/Titania, Emil Blonsky/L'Abomination (repenti), Intelligencia, Damage Control
- Werewolf by Night (2022) : Verussa Bloodstone

## Jeux vidéo
Dans le monde des jeux vidéo, très peu de licences Disney ont été créées de toutes pièces et donc peu de nouveaux personnages sont apparus.

### Série desKingdom Hearts
- Kingdom Hearts (2002) : Les Sans-cœur, Ansem (Sans-cœur de Xehanort), Maléfique, Jafar, Ursula, Capitaine Crochet, Hadès, Oogie Boogie, Reine de Cœur, les Cartes soldats, Sabor, Clayton, Cerbère, Titan de Roche, Titan de Glace, Sephiroth, Iago, Monstro, Am, Stram et Gram, Flotsam et Jetsam, M. Mouche, les Abeilles, Riku (repenti), Chernabog, Xemnas (Final Mix)
- Kingdom Hearts: Chain of Memories (2004) : Marluxia, Larxene, Axel, Vexen, Lexaeus, Zexion, Néo Riku (repenti), Ansem (Sans-cœur de Xehanort), les Sans-cœur, Maléfique, Jafar, Iago, Ursula, Oogie Boogie, Hadès, Capitaine Crochet, Reine de Cœur, les Cartes soldats, les Abeilles (remake)
- Kingdom Hearts II (2005) : Les Sans-cœur, les Simili, Maléfique (repentie), Pat Hibulaire (repenti), Diablo, Shan-Yu, Hayabusa, Titan de Roche, Hadès, Peine et Panique, Cerbère, l'Hydre, Barbossa, les Pirates morts-vivants, Jafar, Oogie Boogie, Am, Stram et Gram, l'Expérience, le MCP, Sark, le Programme Belliqueux, les Abeilles, Ursula, Flotsam et Jetsam, Scar, Shenzi, Banzaï, Ed, les autres hyènes, Xemnas, Xigbar, Xaldin, Saïx, Axel (repenti), Demyx, Luxord, Sephiroth
- Kingdom Hearts: Coded (2008) : Le Sans-cœur de Sora, les autres Sans-cœur, Maléfique, Pat Hibulaire, Reine de Cœur, les Cartes soldats, Jafar, Iago, Hadès, Cerbère
- Kingdom Hearts: 358/2 Days (2009) : Xemnas, Saïx, les Sans-cœur, les Simili, Pat Hibulaire, Am, Stram et Gram
- Kingdom Hearts: Birth by Sleep (2010) : Maître Xehanort, Vanitas, les Nescients, Braig, Terra-Xehanort, Maléfique, Diablo, les sbires de Maléfique, la Reine-Sorcière, le Miroir Magique, Lucifer, Lady Trémaine, Anastasie, Javotte, Pat Hibulaire, Hadès, le Colosse de Glace, Gantu, Capitaine Crochet, M. Mouche, le Crocodile, les Abeilles, les Sans-cœur, les Vestiges de Vanitas, l'Inconnu (le jeune Xehanort), l'Armure de Maître Eraqus (Final Mix), No Heart (Final Mix ; peut-être l'Armure de Maître Xehanort), Monstro (Final Mix)
- Kingdom Hearts 3D : Dream Drop Distance (2012) : Le jeune Xehanort, Xemnas, Ansem (Sans-cœur de Xehanort), Maître Xehanort, Xigbar, Saïx, Maléfique, Pat Hibulaire, Diablo, les Avales-Rêves (Cauchemars), Ursula, Claude Frollo, CLU 2, Rinzler, les Gardes de CLU 2, Monstro, Capitaine Pat, les Rapetou, Chernabog, les démons de Chernabog, Julius
- Kingdom Hearts χ (2013) : Les Sans-cœur, la Reine-Sorcière, Reine de Cœur, les Cartes soldats, Hadès, Cerbère, Gaston, Maléfique, Diablo, les sbires de Maléfique, Lady Trémaine, Anastasie, Javotte, Lucifer, Jafar, Iago, les Avales-Rêves (Cauchemars)
- Kingdom Hearts III (2019) : Maître Xehanort (repenti), le jeune Xehanort, Ansem (Sans-cœur de Xehanort ; repenti), Xemnas (repenti), Xigbar, Saïx (repenti), Marluxia (repenti), Larxene (peut-être repentie), Luxord (repenti), Vanitas, Riku-Ansem, Terra-Xehanort, Maléfique, Pat Hibulaire, les Sans-cœur, les Simili, les Nescients, Hadès, Titan de Roche, Titan de Lave, Titan de Glace, Titan de Vent, Mère Gothel, Randall Boggs, Hans, Guimauve (repenti), Lord Cutler Beckett, Davy Jones, le Kraken, le Baymax originel (repenti)

### Série desEpic Mickey
- Epic Mickey (2010) : Le Fantôme noir, le Savant fou, les Tâches, les Robots, Petit Pat (selon les choix du joueur), le Beffroi (repenti ou non selon les choix du joueur), Cyber-Pat (repenti ou non selon les choix du joueur), Capitaine Crochet (version robotique), le faux Fantôme noir (repenti ou non selon les choix du joueur)
- Epic Mickey 2 : Le Retour des héros (2012) : Le Savant fou (repenti ou non selon les choix du joueur), Gremlin Pretscott (repenti), les Tâches, les Robots, Elliott le dragon (version robotique ; repenti ou non selon les choix du joueur), Pat Hibulaire, Petit Pat, Cyber-Pat, Pat Pan
- Epic Mickey: Power of Illusion (2012) : Mizrabel, Capitaine Crochet (repenti), Jafar (repenti), les sbires de Mizrabel, les sbires de Maléfique

### Autres jeux
- Castle of Illusion (1990) : L'arbre, Le clown, le peuple de la mer, le dragon, le clocher, Mizrabel
- Mickey Mania (1994) : Pat Hibulaire, le Savant fou, les chauve-souris, les squelettes, les Revenants solitaires, l'élan, les insectes, l'araignée, Willie le Géant, les fouines
- Le Retour des Méchants (1999) : Capitaine Crochet, la Reine-Sorcière, Reine de Cœur, Monsieur Loyal, les clowns
- Donald Couac Attack ! (2000) : Merlock, Bernadette l'oiseau, les Rapetou, Miss Tick
- Aladdin : La Revanche de Nasira (2000) : Nasira, Jafar, l'Araignée, Anubis, le Sultan rival, les gardes ensorcelés, les voleurs, et autres monstres
- Les 102 Dalmatiens : Les Chiots disparus (2004) : Cruella d'Enfer, Alonzo, Jean-Pierre Le Pelt
- Club Penguin (2005-2017) : Herbet P. Bear, Klutzy le crabe, Tusk le morse, Scorn le dragon, l'hydre mécanique, Herbot, Skip le pingouin déchu, Sly, Tank et Scrap
- Bienvenue chez les Robinson (2007) : DOR-15 alias « Doris », l'Homme au chapeau melon, Reine Lizzie, Empereur Stanley, Prométhée, les robots Robinson, les robots-fourmis, les robots de Magma Industries
- Spectrobes (2007) : Les Krawls, Goblada

## Parcs à thèmes
Quelques nouveaux personnages ont été créés dans les attractions des parcs Disney, mais la plupart sont issus des anciennes productions. La fête d'Halloween est l'occasion annuelle pour ces « méchants » de s'inviter dans les parades des parcs à thèmes.
- Enchanted Tiki Room: Under New Management (Magic Kingdom Floride) : Uh-Oa
- Buzz Lightyear's Astro Blasters : Zurg et ses sbires
- Haunted Mansion[4] (Disneyland Californie) : Constance, la fiancée morte
- Phantom Manor (Parc Disneyland) : Le fantôme d'Henry Ravenswood, Mélanie Ravenswood
- Food Rocks[5] (Epcot) : L'Excès
- Captain EO [5] (Epcot, Disneyland, Tokyo Disneyland, Parc Disneyland) : Le Supreme Leader
- The Temple of the Forbidden Eye (Disneyland) : Le Dieu-Icône de Mara
- The Temple of the Crystal Skull (Tokyo DisneySea) : Le Crâne de cristal
- Tower of Terror (Tokyo DisneySea) : Shiriki Utundu, Harrison Hightower III
- Pirates of the Caribbean[6] (Disneyland, Magic Kingdom) : Hector Barbossa, Davy Jones
- Twice Charmed (Disney Cruise Line) : Franco Di Fortunato
- Villain's Tonight (Disney Cruise Line) : Hadès, Ursula, Scar, Dr Facilier, Cruella d'Enfer, Jafar et Iago, Yzma, Maléfique, Kronk, Peine et Panique, la Méchante Reine, les trois sorcières, Capitaine Crochet et Mr. Mouche
- Jungle Cruise : Les cannibales, le tigre du temple
- Kilimanjaro Safaris : Les Braconniers.

## Jeux de société
Un jeu intitulé Villainous sort en 2019 édité par Ravensburger, ce jeu est entièrement consacré aux méchants de l'univers des films d'animation Disney.